# Граньё
Граньё (фр. Granieu) — коммуна во Франции, находится в регионе Рона — Альпы. Департамент коммуны — Изер. Входит в состав кантона Шартрёз-Гье. Округ коммуны — Ла-Тур-дю-Пен.
Код INSEE коммуны — 38183. Население коммуны на 1999 год составляло 258 человек. Населённый пункт находится на высоте от 214 до 311 метров над уровнем моря. Муниципалитет расположен на расстоянии около 440 км юго-восточнее Парижа, 65 км восточнее Лиона, 50 км севернее Гренобля. Мэр коммуны — M. Raymond Coquet, мандат действует на протяжении 2001—2008 гг.
Динамика населения (INSEE):